# منشأة يوسف منصور
قرية منشأة يوسف منصور هي إحدى القرى التابعة لمركز كفر صقر في محافظة الشرقية في جمهورية مصر العربية. حسب إحصاءات سنة 2006، بلغ إجمالي السكان في منشأة يوسف منصور 1873 نسمة، منهم 897 رجل و976 امرأة.